# José Teles de Loureiro Cardoso
José Teles de Loureiro Cardoso (Tondela, São Miguel do Outeiro, 8 de Agosto de 1848 – Viseu, 1918) foi um militar e político português.

## Biografia
Filho de Nuno de Barros Teles de Loureiro Cardoso (Vouzela, Vouzela, 30 de Abril de 1821 - Porto, Rua de Santa Catarina), e de sua mulher e parente afastada Teresa Rita de Loureiro e Albuquerque (Mangualde, Moimenta de Maceira Dão, 3 de Outubro de 1815 - ?), casou com Mariana Rosa de Almeida.
Major do Regimento de Infantaria N.º 14, de Viseu, deu o nome ao Largo Major Teles, que ainda hoje aí existe, perto do Jardim das Mães.
Membro da Mesa da Santa Casa da Misericórdia de Viseu, foi também Presidente da Câmara Municipal de Viseu, por um período muito curto de tempo, que precedeu a sua morte repentina, em 1918.